# Ausztrália városai
Ausztrália legnagyobb települései sorrendben, népesség szerint.
| No. | Név                    | Állam/Terület                             | Népesség (2016. jún.) | Százaléka az ország népességének |
| --- | ---------------------- | ----------------------------------------- | --------------------- | -------------------------------- |
| 1   | Sydney                 | Új-Dél-Wales                              | 5 005 358             | 20,74%                           |
| 2   | Melbourne              | Victoria                                  | 4 641 636             | 19,24%                           |
| 3   | Brisbane               | Queensland                                | 2 349 699             | 9,74%                            |
| 4   | Perth                  | Nyugat-Ausztrália                         | 2 066 564             | 8,56%                            |
| 5   | Adelaide               | Dél-Ausztrália                            | 1 326 354             | 5,50%                            |
| 6   | Gold Coast–Tweed Heads | Queensland/Új-Dél-Wales                   | 638 090               | 2,64%                            |
| 7   | Newcastle–Maitland     | Új-Dél-Wales                              | 438 775               | 1,82%                            |
| 8   | Canberra–Queanbeyan    | Ausztráliai fővárosi terület/Új-Dél-Wales | 429 023               | 1,78%                            |
| 9   | Sunshine Coast         | Queensland                                | 307 501               | 1,27%                            |
| 10  | Wollongong             | Új-Dél-Wales                              | 295 842               | 1,23%                            |
| 11  | Hobart                 | Tasmania                                  | 222 802               | 0,92%                            |
| 12  | Geelong                | Victoria                                  | 191 440               | 0,79%                            |
| 13  | Townsville             | Queensland                                | 182 183               | 0,76%                            |
| 14  | Cairns                 | Queensland                                | 149 609               | 0,62%                            |
| 15  | Darwin                 | Északi terület                            | 143 629               | 0,60%                            |
| 16  | Toowoomba              | Queensland                                | 115 310               | 0,48%                            |
| 17  | Ballarat               | Victoria                                  | 102 230               | 0,42%                            |
| 18  | Bendigo                | Victoria                                  | 94 608                | 0,39%                            |
| 19  | Albury–Wodonga         | Új-Dél-Wales/Victoria                     | 90 319                | 0,37%                            |
| 20  | Launceston             | Tasmania                                  | 86 946                | 0,36%                            |
| 21  | Mackay                 | Queensland                                | 85 402                | 0,35%                            |
| 22  | Rockhampton            | Queensland                                | 80 497                | 0,33%                            |

| Ausztrália városai |                |                      |                      |                      |                 |                              |
| Rangsor            | Név            | Lakosság             | Lakosság             | Lakosság             | Lakosság        | Állam                        |
| Rangsor            | Név            | 1991-es népszámlálás | 1996-os népszámlálás | 2001-es népszámlálás | 2005-ös becslés | Állam                        |
| 1.                 | Sydney         | 3 097 956            | 3 276 207            | 3 502 301            | 3 774 894       | Új-Dél-Wales                 |
| 2.                 | Melbourne      | 2 761 995            | 2 865 329            | 3 160 171            | 3 384 671       | Victoria                     |
| 3.                 | Brisbane       | 1 145 537            | 1 291 117            | 1 508 161            | 1 683 999       | Queensland                   |
| 4.                 | Perth          | 1 018 702            | 1 096 829            | 1 176 542            | 1 234 364       | Nyugat-Ausztrália            |
| 5.                 | Adelaide       | 957 480              | 978 100              | 1 002 127            | 1 018 557       | Dél-Ausztrália               |
| 6.                 | Gold Coast     | 256 275              | 311 932              | 421 557              | 473 589         | Queensland                   |
| 7.                 | Canberra       | 276 162              | 299 243              | 311 947              | 320 303         | Ausztráliai fővárosi terület |
| 8.                 | Newcastle      | 262 331              | 270 324              | 279 975              | 286 667         | Új-Dél-Wales                 |
| 9.                 | Central Coast  | 197 128              | 227 657              | 255 429              | 276 810         | Új-Dél-Wales                 |
| 10.                | Wollongong     | 211 417              | 219 761              | 228 846              | 235 645         | Új-Dél-Wales                 |
| 11.                | Caloundra      | 126 142              | 174 088              | 169 931              | 173 769         | Queensland                   |
| 12.                | Geelong        | 126 306              | 125 382              | 130 194              | 133 570         | Victoria                     |
| 13.                | Townsville     | 101 398              | 109 914              | 119 504              | 126 618         | Queensland                   |
| 14.                | Hobart         | 127 134              | 126 118              | 126 048              | 126 007         | Tasmania                     |
| 15.                | Cairns         | 64 463               | 92 273               | 98 981               | 103 845         | Queensland                   |
| 16.                | Toowoomba      | 75 990               | 83 350               | 89 338               | 93 728          | Queensland                   |
| 17.                | Ballarat       | 64 980               | 64 831               | 72 999               | 79 319          | Victoria                     |
| 18.                | Bendigo        | 57 427               | 59 936               | 68 715               | 75 667          | Victoria                     |
| 19.                | Darwin         | 67 946               | 70 251               | 71 347               | 72 085          | Északi terület               |
| 20.                | Albury         | 63 614               | 67 316               | 69 880               | 71 664          | Új-Dél-Wales                 |
| 21.                | Rockingham     | 36 700               | 49 917               | 60 767               | 70 047          | Nyugat-Ausztrália            |
| 22.                | Launceston     | 66 747               | 67 701               | 68 443               | 68 944          | Tasmania                     |
| 23.                | Mackay         | 40 250               | 44 880               | 57 649               | 66 455          | Queensland                   |
| 24.                | Rockhampton    | 55 768               | 57 770               | 59 475               | 60 655          | Queensland                   |
| 25.                | Maitland       | 45 209               | 50 108               | 53 470               | 56 544          | Új-Dél-Wales                 |
| 26.                | Mandurah       | 23 343               | 35 945               | 46 697               | 52 787          | Nyugat-Ausztrália            |
| 27.                | Bunbury        | 24 003               | 24 945               | 45 299               | 50 500          | Nyugat-Ausztrália            |
| 28.                | Wagga Wagga    | 40 875               | 42 848               | 44 451               | 45 572          | Új-Dél-Wales                 |
| 29.                | Bundaberg      | 38 074               | 41 025               | 44 556               | 44 025          | Queensland                   |
| 30.                | Port Macquarie | 26 798               | 33 709               | 37 982               | 41 440          | Új-Dél-Wales                 |

### A 10.000 lakosság számot meghaladó települések (körzetek) Ausztráliában (2021. év népszámlálási adatok alapján)
| Város (vagy térség)                | Lakosság (2021) | Állam/Terület                | Egyéb információ, megjegyzések (a légvonalban megadott km távolság és az elhelyezkedés iránymutatóak, a tenger lehet óceánpart is) |
| Sydney                             | 4698656         | Új-Dél-Wales                 | 5 231 147 lakos a vonzáskörzettel (Greater Sydney)                                                                                 |
| Melbourne                          | 4585537         | Victoria                     | 4 917 750 lakos a vonzáskörzettel (Greater Melbourne)                                                                              |
| Brisbane                           | 2287896         | Queensland                   | 2 526 238 lakos a vonzáskörzettel (Greater Brisbane)                                                                               |
| Perth                              | 2043762         | Nyugat-Ausztrália            | 2 116 647 lakos a vonzáskörzettel (Greater Perth )                                                                                 |
| Adelaide                           | 1245011         | Dél-Ausztrália               | 1 387 290 lakos a vonzáskörzettel (Greater Adelaide )                                                                              |
| Gold Coast                         | 607665          | Queensland                   | A Gold Coast - Tweed Heads egybefüggő tengerparti térség része, Brisbane-től 71 km-re délre                                        |
| Canberra                           | 452670          | Ausztráliai fővárosi terület | Canberra főváros határos a mellette lévő Queanbeyan városával                                                                      |
| Newcastle                          | 348539          | Új-Dél-Wales                 | Tengerparti város, Sydney-től 116 km-re északra,                                                                                   |
| Central Coast térsége              | 325255          | Új-Dél-Wales                 | Sydney és Newcastle közötti, tengerpart menti városi régió (központi része Gosford)                                                |
| Wollongong                         | 280153          | Új-Dél-Wales                 | Tengerparti város, Sydney-től 70 km-re délre                                                                                       |
| Sunshine Coast térsége             | 284131          | Queensland                   | Tengerpart menti egybefüggő régió, Brisbane-től kb 100 km-re északra (Caloundra - Maroochydore – Noosa központi részekkel)         |
| Hobart                             | 197451          | Tasmania                     | Tasmania sziget déli részén |
| Townsville                         | 173724          | Queensland                   | Tengerparti város, Brisbane-től 1110 km-re északra,                                                                                |
| Geelong                            | 180239          | Victoria                     | A Port Phillip öböl partján fekszik, Melbourne-től 64 km-re dél-nyugatra                                                           |
| Cairns                             | 153181          | Queensland                   | Tengerparti város, Ausztrália észak-keleti részén                                                                                  |
| Darwin                             | 122207          | Északi terület               | Ausztrália északi partvidékének egyetlen nagyvárosa                                                                                |
| Toowoomba                          | 108398          | Queensland                   | Brisbane-től 106 km-re nyugatra |
| Ballarat                           | 105348          | Victoria                     | Melbourne-től 101 km-re észak-nyugatra                                                                                             |
| Mandurah                           | 102922          | Nyugat-Ausztrália            | Perth-től délre, Perth vonzáskörzete                                                                                               |
| Bendigo                            | 100649          | Victoria                     | Melbourne-től 132 km-re északra |
| Maitland                           | 89597           | Új-Dél-Wales                 | Newcastle-től 34 km-re észak-nyugatra                                                                                              |
| Mackay                             | 80455           | Queensland                   | Tengerparti város, Brisbane-től 803 km-re északra                                                                                  |
| Launceston                         | 80943           | Tasmania                     | Tasmania sziget északi részén, a tengerparttól 50 km-re                                                                            |
| Bunbury                            | 75196           | Nyugat-Ausztrália            | Tengerparti város, Perth-től kb 154 km-re délre                                                                                    |
| Rockhampton                        | 63151           | Queensland                   | Tengerparti város, Brisbane-től 520 km-re északra                                                                                  |
| Tweed Heads                        | 63721           | Új-Dél-Wales                 | Tengerparti város, Queensland határán, Gold Coast-tól délre, Gold Coast Coolangatta városrészével határos                          |
| Melton                             | 76346           | Victoria                     | Melbourne vonzáskörzetében található                                                                                               |
| Hervey Bay                         | 57722           | Queensland                   | Tengerparti város, Brisbane városától 243 km-re északra                                                                            |
| Bundaberg                          | 52370           | Queensland                   | Brisbane városától kb 300 km-re északra, a tengerpart közelében                                                                    |
| Wagga Wagga                        | 49686           | Új-Dél-Wales                 | Sydney és Melbourne között elhelyezkedésű város                                                                                    |
| Coffs Harbour                      | 51069           | Új-Dél-Wales                 | Tengerparti város, Sydney és Brisbane között                                                                                       |
| Albury                             | 53677           | Új-Dél-Wales                 | Sydney és Melbourne között elhelyezkedésű város, a Victoria állambeli Wodonga várossal határos                                     |
| Shepparton - Mooroopna             | 49862           | Victoria                     | Két egymás melletti város, Melbourne-től 164 km-re északra                                                                         |
| Port Macquarie                     | 47793           | Új-Dél-Wales                 | Tengerparti város, Sydney és Brisbane között                                                                                       |
| Orange                             | 40127           | Új-Dél-Wales                 | Sydney-től 204 km távolságra nyugatra                                                                                              |
| Queanbeyan                         | 37511           | Új-Dél-Wales                 | A Canberra – Queanbeyan térség része, a fővárossal határos település                                                               |
| Wodonga                            | 37839           | Victoria                     | Sydney és Melbourne között elhelyezkedésű város, az Új-Dél-Wales állambeli Albury várossal határos                                 |
| Sunbury                            | 38010           | Victoria                     | Melbourne vonzáskörzetének egyik városa                                                                                            |
| Dubbo                              | 38783           | Új-Dél-Wales                 | Sydneytől észak-nyugatra 302 km távolságra                                                                                         |
| Tamworth                           | 35415           | Új-Dél-Wales                 | Sydneytől északra 327 km távolságra                                                                                                |
| Bathurst                           | 36230           | Új-Dél-Wales                 | Sydney-től 151 km távolságra nyugatra                                                                                              |
| Mildura                            | 35652           | Victoria                     | Melbourne-től észak-nyugatra 475 km-re, Adelaide-től 336 km-re keletre, az Új-Dél-Wales állambeli Buronga várossal határos         |
| Gladstone                          | 34703           | Queensland                   | Tengerparti város, Brisbane-től 440 km-re északra                                                                                  |
| Geraldton                          | 32717           | Nyugat-Ausztrália            | Tengerparti város, Perth-től 373 km-re északra                                                                                     |
| Nowra - Bomaderry                  | 33583           | Új-Dél-Wales                 | A Shoalhaven-folyó két partján, egymással szemben elhelyezkedő két település, Sydney-től 126 km-re délre                           |
| Warrnambool                        | 32894           | Victoria                     | Tengerparti város, Melbourne-től 225 km-re nyugatra                                                                                |
| Kalgoorlie - Boulder               | 29068           | Nyugat-Ausztrália            | Perth-től, keletre a kontinens belseje felé 550 km-re                                                                              |
| Albany                             | 31128           | Nyugat-Ausztrália            | Tengerparti város, Perth-től 390 km-re délre-keletre                                                                               |
| Blue Mountains térsége             | 30049           | Új-Dél-Wales                 | Sydney-től keletre fekvő hegyvidéki terület (városai: Katoomba, Lawson, Springwood, Blaxland)                                      |
| Lismore                            | 27916           | Új-Dél-Wales                 | Sydney-től 595 km-re északra, Brisbane-től 150 km-re délre, kb 25 km-re a tengerparttól                                            |
| Gawler                             | 28562           | Dél-Ausztrália               | Adelaide-től 39 km-re északra |
| Mount Gambier                      | 26734           | Dél-Ausztrália               | Adelaide-től 377 km-re délre |
| Traralgon                          | 27628           | Victoria                     | Melbourne-től 144 km-re keletre |
| Busselton                          | 27233           | Nyugat-Ausztrália            | Tengerparti város, Perth-től 194 km-re délre                                                                                       |
| Alice Springs                      | 24855           | Északi terület               | A kontinens közepén |
| Devonport                          | 24591           | Tasmania                     | Tengerparti város, Tasmania sziget északi részén                                                                                   |
| Goulburn                           | 23963           | Új-Dél-Wales                 | Sydney és Canberra között |
| Maryborough                        | 22237           | Queensland                   | Brisbane-től 220 km-re északra |
| Cessnock                           | 23211           | Új-Dél-Wales                 | Newcastle-től 45 km-re nyugatra |
| Whyalla                            | 20880           | Dél-Ausztrália               | Az Eyre-félsziget keleti partvidékén                                                                                               |
| Bowral - Mittagong                 | 23762           | Új-Dél-Wales                 | Két egymás melletti város, Sydnes és Canberra között                                                                               |
| Armidale                           | 21312           | Új-Dél-Wales                 | Sydney-től északra 374 km távolságra                                                                                               |
| Forster - Tuncurry                 | 20554           | Új-Dél-Wales                 | Tengerparti város-együttes, Sydney-től északra 222 km távolságra                                                                   |
| Burnie - Somerset                  | 20267           | Tasmania                     | Tengerparti város együttes, Tasmania sziget északi részén                                                                          |
| Griffith                           | 20799           | Új-Dél-Wales                 | Sydney-től 482 km-re nyugatra a kontinens belseje felé                                                                             |
| Morisset - Cooranbong              | 22150           | Új-Dél-Wales                 | City of Lake Macquarie közigazgatási területe, Sydney-től 87 km-re északra, Central Coast és Newcastle között                      |
| Wangaratta                         | 19712           | Victoria                     | Melbourne és Canberra között |
| Mount Isa                          | 18317           | Queensland                   | Brisbane-től 1560 km-re észak-nyugatra, a kontinens belseje irányába                                                               |
| Gympie                             | 19435           | Queensland                   | Brisbane-től 135 km-re észak |
| Ocean Grove - Barwon Heads         | 22035           | Victoria                     | Geelong közelében két egymás melletti település                                                                                    |
| Nambour                            | 20918           | Queensland                   | Brisbane-től 94 km-re északra, a Sunshine Coast parkvidéktől nyugatra                                                              |
| Bongaree - Woorim                  | 20612           | Queensland                   | A tengerparton két egymás melletti település Moreton Bay területen, Brisbane-től 45 km-re északra                                  |
| Taree                              | 18110           | Új-Dél-Wales                 | Sydney-től 245 km-re északra, a tengerpart közelében                                                                               |
| Broken Hill                        | 17456           | Új-Dél-Wales                 | Adelaide-től 422 km-re észak-keletre, Új-Dél-Wales nyugati részén                                                                  |
| Bacchus Marsh                      | 21692           | Victoria                     | Melbourne-től 48 km-re észak-nyugatra                                                                                              |
| Torquay - Jan Juc                  | 22998           | Victoria                     | Tengerparti város-együttes, Geelongtől 21 km-re délre                                                                              |
| Murray Bridge                      | 17457           | Dél-Ausztrália               | Adelaide-től 65 km-re keletre |
| Grafton                            | 17155           | Új-Dél-Wales                 | Brisbane-től 247 km-re délre, Sydney-től 490 km-re északra                                                                         |
| Kurri Kurri                        | 20015           | Új-Dél-Wales                 | Newcastle-től 30 km-re észak-nyugatra                                                                                              |
| Mount Barker                       | 21554           | Dél-Ausztrália               | Adelaide-tól 28 km-re |
| Ballina                            | 18532           | Új-Dél-Wales                 | Gold Coast-tól 96 km-re délre |
| Yeppoon                            | 18789           | Queensland                   | Tengerparti város Rockhamptontól 37 km-re                                                                                          |
| Karratha                           | 17013           | Nyugat-Ausztrália            | A kontinens észak-nyugati részén                                                                                                   |
| Horsham                            | 16289           | Victoria                     | Melbourne és Adelaide között |
| Victor Harbor                      | 16709           | Dél-Ausztrália               | Tengerparti város, Adelaide-tól kb 70 km-re délre                                                                                  |
| Crafers - Bridgewater              | 15783           | Dél-Ausztrália               | Adelaide mellett két város-együttes                                                                                                |
| Moe - Newborough                   | 15758           | Victoria                     | Melbourne-től 123 km-re keletre |
| Warragul                           | 19134           | Victoria                     | Melbourne-től 93 km-re dél-keletre                                                                                                 |
| Port Lincoln                       | 14404           | Dél-Ausztrália               | Az Eyre-félsziget déli partvidékén                                                                                                 |
| Broome                             | 14660           | Nyugat-Ausztrália            | A kontinens észak-nyugati részén                                                                                                   |
| Nelson Bay                         | 14593           | Új-Dél-Wales                 | Tengerparti város, Newcastle-től 41 km-re északra-keletre                                                                          |
| Warwick                            | 14110           | Queensland                   | Brisbane-től 131 km-re dél-nyugatra, a kontinens belseje felé                                                                      |
| Port Hedland                       | 15298           | Nyugat-Ausztrália            | A kontinens észak-nyugati részén                                                                                                   |
| Port Pirie                         | 13708           | Dél-Ausztrália               | Adelaide-től 202 km-re észak |
| Wallan                             | 14741           | Victoria                     | Melbourne-től északra 44 km-re |
| Morwell                            | 14068           | Victoria                     | Melbourne-től 133 km-re dél-keletre                                                                                                |
| Emerald                            | 14,089          | Queensland                   | Rockhampton-től 238 km-re nyugatra, a kontinens belseje felé                                                                       |
| Sale                               | 14100           | Victoria                     | Melbourne-től 177 km-re keletre |
| Kiama                              | 14761           | Új-Dél-Wales                 | Tengerparti város, Sydneytől 101 km-re délre                                                                                       |
| Lara                               | 15772           | Victoria                     | Geelong-től 15 km-re északra |
| Raymond Terrace                    | 14081           | Új-Dél-Wales                 | Newcastle-tól 18 km-re északra |
| Singleton                          | 14229           | Új-Dél-Wales                 | Newcastle-tól 72 km-re észak-nyugatra                                                                                              |
| Ulladulla                          | 14396           | Új-Dél-Wales                 | Tengerparti város, Sydneytől 180 km-re délre                                                                                       |
| Bairnsdale                         | 13734           | Victoria                     | Melbourne-től 232 km-re keletre |
| Echuca                             | 13764           | Victoria                     | Az Új-Dél-Wales állambeli Moama várossal határos, a Murray folyó mentén, Melbourne-től északra 185 km-re                           |
| Port Augusta                       | 12788           | Dél-Ausztrália               | Adelaide-tól északra, 281 km távolságra                                                                                            |
| Drysdale - Clifton Springs         | 16199           | Victoria                     | Geelong közelében két egymás melletti település                                                                                    |
| Ulverstone                         | 12723           | Tasmania                     | Tengerparti város, Tasmania sziget északi részén, Devonport mellett                                                                |
| Dalby                              | 12082           | Queensland                   | Brisbane-től 177 km-re nyugatra, a kontinens belseje felé                                                                          |
| Colac                              | 12348           | Victoria                     | Melbourne-től 138 km-re dél-nyugatra                                                                                               |
| Drouin                             | 14764           | Victoria                     | Melbourne-től 86 km-re dél-keletre                                                                                                 |
| Leopold                            | 12319           | Victoria                     | Geelong mellett |
| Lithgow                            | 11197           | Új-Dél-Wales                 | Sydney-től 111 km-re észak-nyugatra                                                                                                |
| Batemans Bay                       | 12263           | Új-Dél-Wales                 | Tengerparti város, Sydneytől 226 km-re délre                                                                                       |
| Bargara - Innes Park               | 13000           | Queensland                   | Bundaberg, tengerpart menti terület                                                                                                |
| Mudgee                             | 11563           | Új-Dél-Wales                 | Sydney-től 206 km-re észak-nyugatra                                                                                                |
| Gracemere                          | 11534           | Queensland                   | Rockhampton mellett |
| Kempsey                            | 11073           | Új-Dél-Wales                 | Sydney és Brisbane között |
| Yanchep                            | 11009           | Nyugat-Ausztrália            | Perth vonzáskörzetében |
| Swan Hill                          | 10869           | Victoria                     | Melbourne-től 341 km-re észak-nyugatra                                                                                             |
| Esperance                          | 10218           | Nyugat-Ausztrália            | Tengerparti város, Perthtől 601 km-re dél-keletre                                                                                  |
| Muswellbrook                       | 10901           | Új-Dél-Wales                 | Newcastle-től 128 km-re nyugatra                                                                                                   |
| St Georges Basin - Sanctuary Point | 11000           | Új-Dél-Wales                 | Két egymás mellett lévő település, Sydneytől 148 km-re délre                                                                       |
| Kingaroy                           | 10147           | Queensland                   | Brisbane-től 153 km-re északra-nyugatra                                                                                            |
| Portland                           | 10450           | Victoria                     | Tengerparti város, Melbournetől kb 310 km-re nyugatra                                                                              |
| Castlemaine                        | 10577           | Victoria                     | Melbournetől 106 km-re északra-nyugatra                                                                                            |
| Gisborne                           | 10999           | Victoria                     | Melbournetől 48 km-re észak-nyugatra                                                                                               |
| Airlie Beach - Cannonvale          | 10646           | Queensland                   | Tengerparti város, két egymás mellett lévő település, Brisbane-től északra 912 km-re                                               |
| Highfields                         | 10259           | Queensland                   | Toowoomba-től 11 km-re északra, Brisbane-től nyugatra 106 km-re                                                                    |
| Medowie                            | 10019           | Új-Dél-Wales                 | Newcastle-től 22 km-re északra |
| Byron Bay                          | 10538           | Új-Dél-Wales                 | Tengerparti város, Gold Coast-tól 74 km-re délre                                                                                   |
| Yarrabilba                         | 10240           | Queensland                   | Brisbabe-től 40 km-re délre |